# ۳ روباه
۳ روباه یک ستاره است که در صورت فلکی روباهک قرار دارد.